# Primer sitio de Groenlo (1606)
El asedio de Groenlo de 1606 tuvo lugar durante el transcurso de la Guerra de los Ochenta Años, que enfrentaba a las tropas de las Provincias Unidas de los Países Bajos contra los tercios españoles. El 3 de agosto de 1606 los tercios españoles bajo el mando de Ambrosio Spínola pusieron sitio a la ciudad de Groenlo, en la provincia de Güeldres de los Países Bajos. La ciudad se rendiría 11 días después, pasando a dominio español.

## Antecedentes del asedio
Se mandó a Luis de Velasco que reconociese Groenlo con 1200 jinetes y que tomase los primeros puestos. Esta ciudad era una de las más importantes y populosas del condado de Zutphen, lugar estratégico por el que las tropas rebeldes pasaban a invernar a países neutrales. Estaba situada en una llanura, rodeada de murallas con 5 baluartes, medias lunas, contraescarpadas y estacadas. Contaba además con un foso ancho y un sistema hidráulico que inundaba los alrededores. La toma de la plaza era muy importante para los católicos, ya que aseguraría la posesión y las comunicaciones con las plazas de Oldenzaal y Lingen.

## Asedio
El 5 de agosto llegó ante las murallas de la citada Groenlo el grueso del ejército con Ambrosio Spínola a la cabeza. Se dividió a la tropa en dos cuarteles: uno formado por los tercios españoles de Simón Antúnez, Iñigo de Borja y Velasco y Pedro Sarmiento, junto con unos 500 irlandeses, mientras que el otro se componía del tercio de italianos del conde de San Jorge, el de borgoñones de Monsieur de Balanzon y 600 ingleses. Después de situarse en sus posiciones cada nación, el marqués ordenó que se iniciase el avance para llegar a los baluartes y a las medias lunas más débiles. Las tropas avanzaron 500 pasos hacia las defensas en muy pocas horas, a pesar del fuego de artillería y mosquetería que recibían del enemigo. Para impedir cualquier dificultad en el aprovisionamiento de las tropas, el general genovés financió de su propio bolsillo la compra en la ciudad alemana de Mühlheim de todas las vituallas y bastimentos necesarios para llevar a cabo el asedio. La moral de los soldados era por tanto muy alta, ya que no padecían ningún sufrimiento, a excepción del producido por el propio combate.
Los defensores, sabedores de que en muy poco tiempo iban a quedar ahogados dentro de Groenlo, decidieron realizar una salida con 600 infantes para intentar romper las líneas hispánicas. Los atacantes fueron rechazados por las tropas católicas con la pérdida de 100 hombres en el inútil intento de romper el cerco.
El 8 de agosto llegaron a los cuarteles de Spínola el conde de Solre y los soldados de Felipe de Torres y de los hermanos Embden. En un tiempo muy corto cavaron sus trincheras y llegaron a la misma altura de las defensas enemigas de la que estaba el resto de sus camaradas. En el transcurso de los trabajos de acercamiento a la plaza fue herido Cristóforo Embden. Al cuarto día de sitio, Velasco arengó a los españoles para que obtuviesen el premio y la gloria de ser los primeros en entrar en la ciudad. El discurso fue incendiario para la moral de los soldados: un alférez avanzó en solitario hacia la media luna, lo que hizo que el resto de sus compañeros le siguiesen en tromba. Los atacantes llegaron hasta donde se encontraban los holandeses, que tuvieron que retirarse, por lo que los soldados españoles se adueñaron de la media luna. Una vez asegurada la posición, se cegó el foso con fajinas para que posteriormente se pudiese cruzar sin problema alguno.
Al mismo tiempo, los italianos y borgoñones también se señorearon de la media luna que tenían que tomar, después de haberla atacado un grupo de soldados armados con granadas, lo que hizo que los rebeldes se retirasen sin apenas combatir. El foso se cruzó gracias a un artificio del ingeniero militar Pompeo Targone, que consistía en un puente de tela sobre los toneles.
El enemigo, desde unas casamatas situadas al pie de las murallas, disparaba con 4 piezas de artillería al través de los soldados que intentaban llegar al foso. La munición utilizada eran saquillos de balas que, una vez disparados, se expandían y causaban, al modo de metralla, gran daño a las tropas hispánicas, que se defendían como podían del fuego enemigo con sus mosquetes y arcabuces. Los españoles tuvieron 40 muertos y heridos, por lo que se decidió su retirada para que no sufriesen más bajas.
Finalmente y a pesar de la dificultad, se logró hacer avanzar 2 cañones que, una vez bien emplazados y situados, abrieron fuego y silenciaron las 4 piezas de artillería del enemigo. Los españoles fueron capaces de franquear el foso y llegar hasta un baluarte, contra el que los soldados alemanes empezaron a abrir una mina para volarlo. Balazon, en su sector, también cruzó el foso y se arrimó a otro de los baluartes que zapó con rapidez.
Ante la futilidad de la continuación de la defensa, los rebeldes solicitaron un alto el fuego para mantener una plática y conocer qué pactos de rendición podían serles ofrecidos. El 14 de agosto se les otorgó uno bastante honroso: salieron de Groenlo 1.100 soldados con las armas y banderas, dándoseles 100 carros para transportar el bagaje, pero tuvieron que dejar en la plaza y en poder de los atacantes 11 piezas de artillería, pólvora y gran cantidad de municiones. Las bajas holandesas habían sido unos 200 muertos y heridos, mientras que las hispánicas habían ascendido a 200 hombres muertos, entre ellos varios civiles, y unos 350 heridos.

## Consecuencias
Tras la partida de Spínola, que tomó el 1 de octubre Rheinberg , el 30 comenzó Mauricio de Nassau -tras tomar Lochem el día anterior- un segundo asedio de Groenlo al frente de un ejército de 15 000 soldados de infantería y 3000 de caballería.
A primeros de noviembre, Spínola volvió sobre sus pasos con 6000 soldados de infantería y 1.200 de caballería. Ante las noticias de la llegada de Spínola, Mauricio replegó sus tropas en Lebel; a pesar de la superioridad numérica de las fuerzas holandesas de Mauricio de Nassau, este decidió levantar el asedio el 12 de noviembre y retirarse hacia Zelhem (Bronckhorst), eludiendo el combate contra la opinión de sus oficiales. Ese mismo día Spínola, habiendo liberado la ciudad, marcharía con sus tropas en dirección a Münster.
El 11 de febrero de 1607 Federico Enrique de Orange-Nassau ocupaba la ciudad de Erkelenz. Pronto Los dos contendientes exhaustos empezaron a negociar una tregua.